# Estudos homéricos
Estudos homéricos tratam do estudo da poesia épica de Homero, especialmente as duas grandes epopeias sobreviventes, a Ilíada e a Odisseia. Atualmente, é parte de disciplinas acadêmicas em estudos clássicos, embora o tema seja um dos tópicos mais debatidos em todos os estudos ou ciências, remontando à antiguidade. Estritamente em termos de quantidade, é uma das maiores de todas as disciplinas sub-literárias: a publicação anual sobre o assunto é segunda maior depois da de Shakespeare.

## Estudos na antiguidade

### Escólios
Poucas monografias de estudos antigos sobreviveram. A fonte mais importante para nosso conhecimento dos estudos antigos são os Escólios de Homero. Os Escólios consistem em comentários feitos na antiguidade, geralmente preservados às margens dos manuscritos de Homero; sobretudo, são abundantes, representando quantidade substancial em comparação a outros trabalhos antigos no mesmo sentido. Os escólios da Ilíada estão publicados em:
- Erbse, edição de 1969-1988 (sete volumes) -- contem todos à exceção dos comentários alegóricos, incluindo escólios A, B, T, Ge(neveses) e escólios de papiro recentemente descobertos; e
- van Thiel, escólios edição-D, 2000 ("scholia minora"), incluindo os escólios alegóricos e material derivado do filósofo Porfírio.

Diferentes comentários chegaram a nós em vários manuscritos diferentes: então, por exemplo, o comentário antigo mais importante é conhecido como "escólio A". Diferentes tipos de escólio reproduzem material também de outros tipos. Os escólios são compilações, e o material contido neles data da faixa entre o século V a.C. até o século VII ou VIII d.C. (os mais recentes - escólios bT). Alguns tipos são conhecidos pela inicial de seus detentores ou publicadores modernos, i.e. T para "escólios de Townley", que são bem exegéticos. Os escólios D ou scholia minora são explicações dos significados de palavras obscuras, tendo sido considerados produção do estudioso Dídimo Calcêntero (século I a.C.); hoje, sabe-se que eles pertenciam aos estudiosos do V e do IV séculos.
Os escólios A são nossa fonte mais importante. Eles são encontrados num manuscrito datado do século X conhecido como Venetus A, de modo que são também chamados "escólios Venetus". O Venetus A contem o melhor texto da Ilíada e as marcações críticas do estudioso alexandrino Aristarco da Samotrácia, bem como os escólios às margens do texto. Os escólios, por sua vez, consistem principalmente de extratos de quatro produções de estudiosos: o de Dídimo Calcêntero, sobre a revisão feita por Aristarco.